# Sauerklee
Sauerklee (Oxalis) ist eine Pflanzengattung aus der Familie der Sauerkleegewächse (Oxalidaceae). Mit 700 bis 800 Arten ist sie fast weltweit verbreitet. Wegen der Namensähnlichkeit wird die Gattung Sauerklee manchmal mit „Kleegattungen“ und -arten aus der Pflanzenfamilie der Hülsenfrüchtler (Fabaceae) verwechselt.

## Beschreibung

### Erscheinungsbild und Blätter
Die Sauerklee-Arten wachsen als einjährige oder meist ausdauernde krautige Pflanzen, mit aufrechten bis kriechenden oder ohne Stängel, seltener Halbsträucher oder Sträucher. Sie gedeihen als Helophyten, Mesophyten oder Xerophyten. Sie bilden je nach Art Rhizome, zwiebelartige oder knollige Überdauerungsorgane.
Die in grundständigen Rosetten oder wechselständig und spiralig an der Sprossachse verteilt angeordneten (Phyllotaxis) Laubblätter sind in Blattstiel und Blattspreite gegliedert. Die Blattspreiten sind meist handförmig drei- oder vierteilig, manchmal mehrteilig. Die Blattflächen sind fiedernervig und können drüsig punktiert sein. Es sind bei einigen Arten Gelenkpolster vorhanden mit denen die Teilblättchen, bei Nacht oder Trockenheit, nach unten geklappt werden können. Nebenblätter sind nicht vorhanden oder sehr klein.

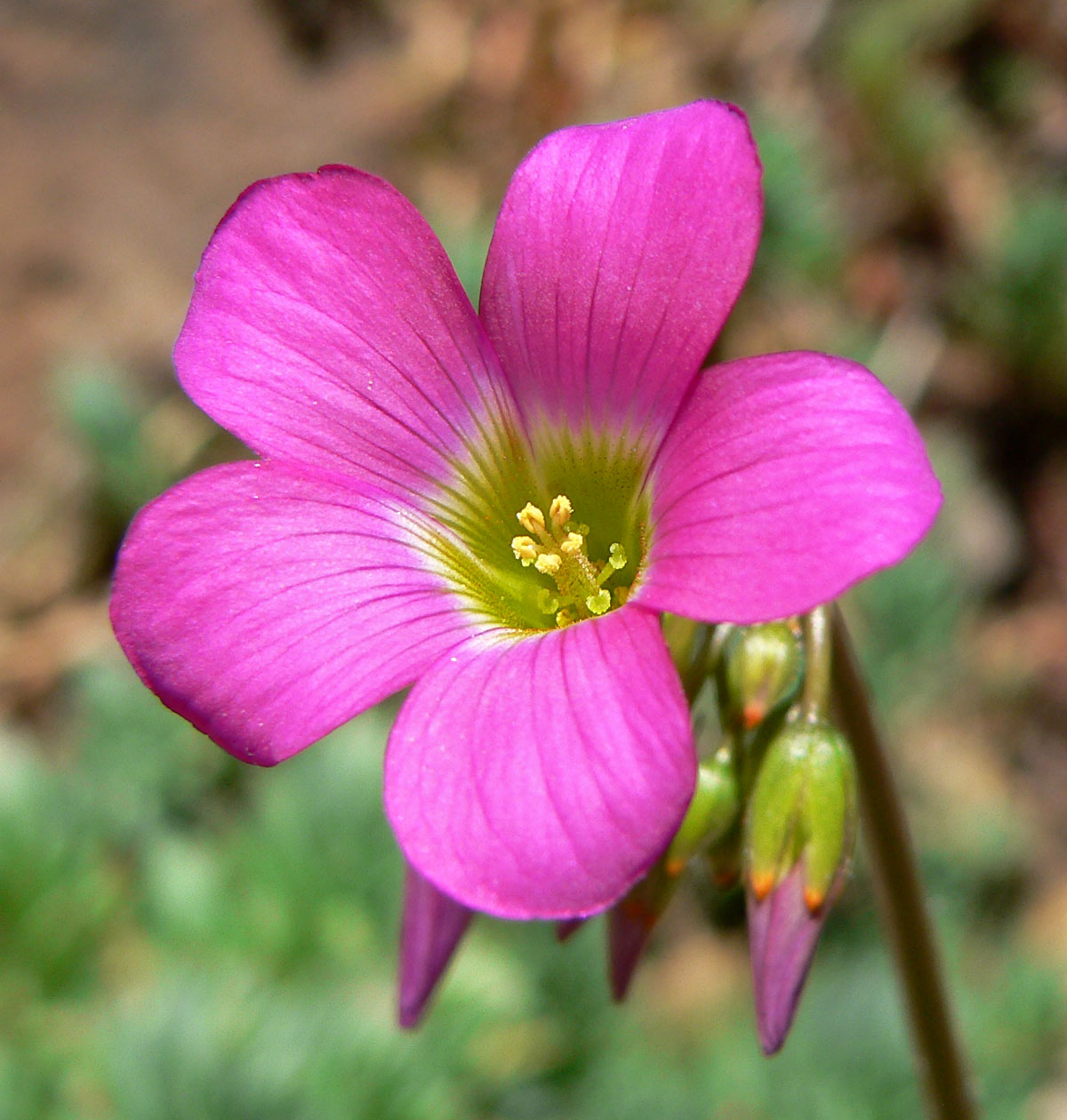
Fünfzählige, radiärsymmetrische Blüte von Oxalis magnifica

### Blütenstände und Blüten
An seitenständigen, mehr oder weniger langen Blütenstandsschäften stehen die Blüten über jeweils zwei kleinen Deckblättern einzeln oder zu mehreren in doldigen, manchmal zusammengesetzten Blütenstände zusammen.
Die immer zwittrigen Blüten sind radiärsymmetrisch und fünfzählig mit doppelter Blütenhülle. Die fünf haltbaren Kelchblätter sind dachziegelartig angeordnet. Die höchstens an ihrer Basis verwachsenen fünf Kronblätter sind weiß, gelb, rot oder rosa- bis purpurfarben. Es kann ein Diskus vorhanden sein. Es sind zwei Kreise mit je fünf Staubblättern vorhanden, die oft an ihrer Basis aber nicht mit den Kronblättern verwachsen sind; sie können alle gleich bis meist deutlich verschieden sein. Fünf Fruchtblätter sind einem oberständigen, fünfkammerigen Fruchtknoten verwachsen der fünf Griffel trägt mit kopfigen oder zweigelappten Narben. Jede Fruchtknotenkammer enthält 2 bis 15 hängende, anatrope oder hemianatrope Samenanlagen. Es liegt meist Heterostylie (am häufigsten Tristylie) vor. Selten sind sie kleistogam.

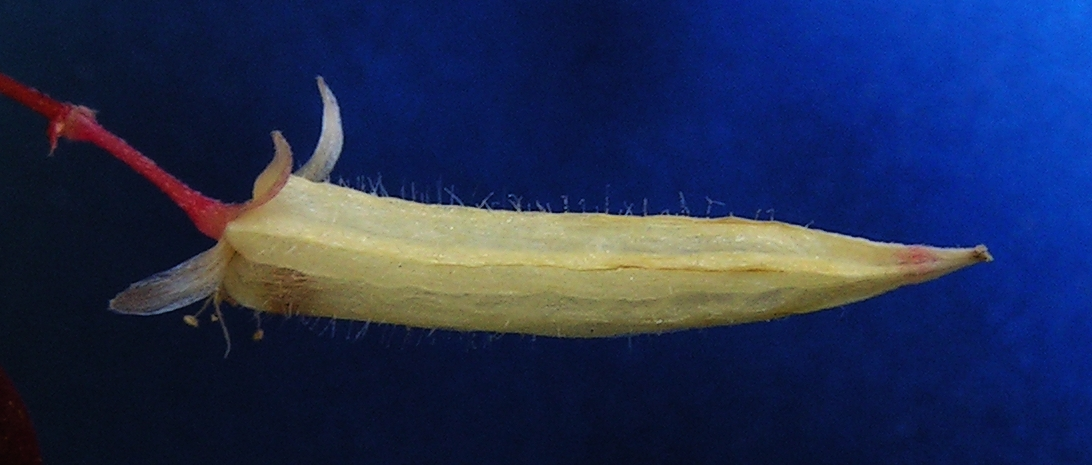
Kapselfrucht des Aufrechten Sauerklees (Oxalis stricta), auch die haltbaren Kelchblätter sind erkennbar

### Früchte und Samen
Die loculicidalen Kapselfrüchte reißen bei Reife mit fünf Klappen explosionsartig auf. Die Samen besitzen eine fleischige Samenschale (Endotesta, Arillus), die beim Trocknen schrumpft; dadurch werden die Samen explosionsartig aus der Frucht geschleudert (Ballochorie). Die Samen enthalten meist viel ölhaltiges Endosperm und einen geraden Embryo.

## Inhaltsstoffe
Die Pflanzen enthalten Kleesalz (Kaliumhydrogenoxalat) und Oxalsäure, die den sauren Geschmack verursachen, sowie in Rhizomen Derivate des Anthrachinon und in den Samen fette Öle.

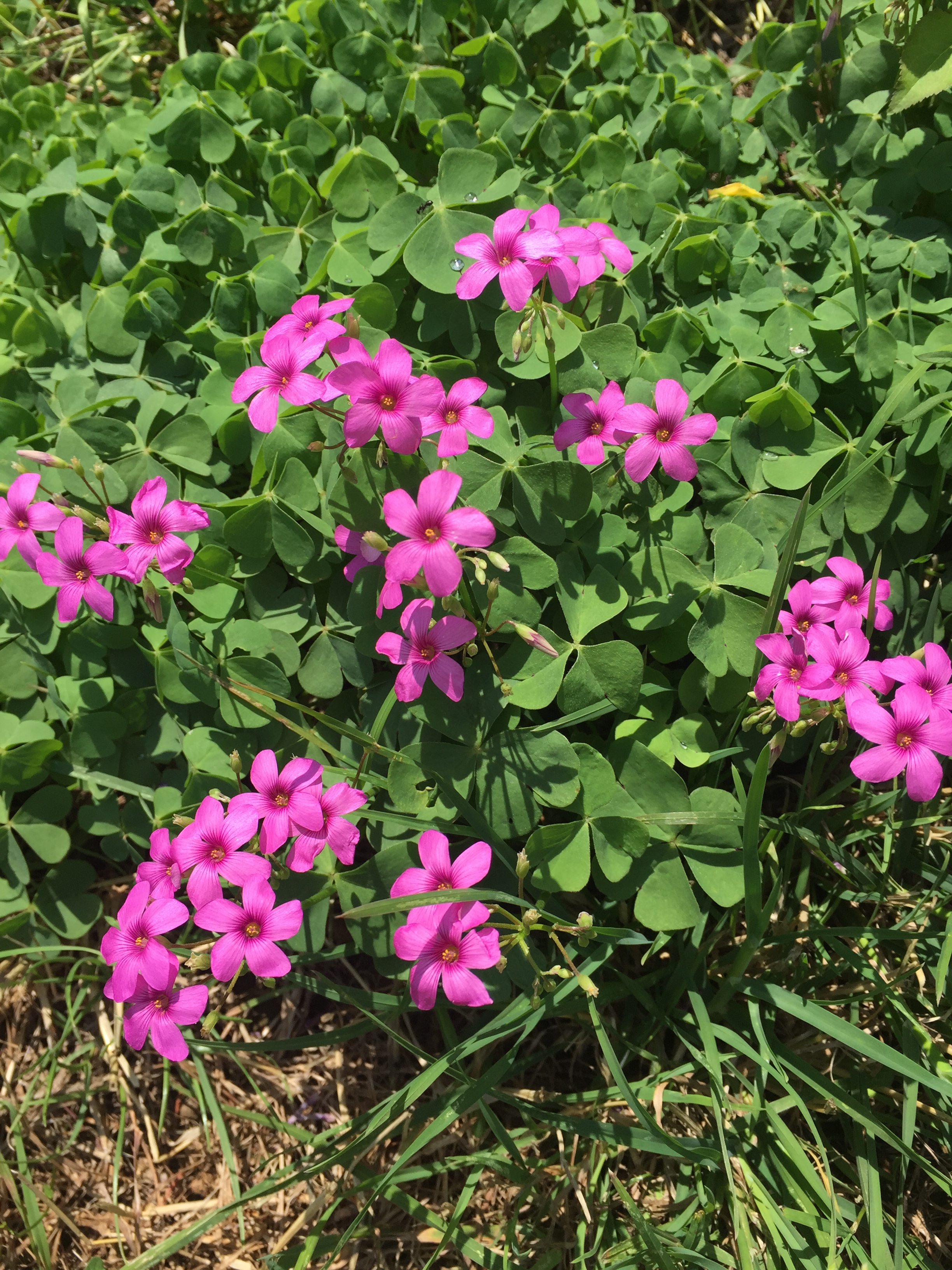
Oxalis articulata

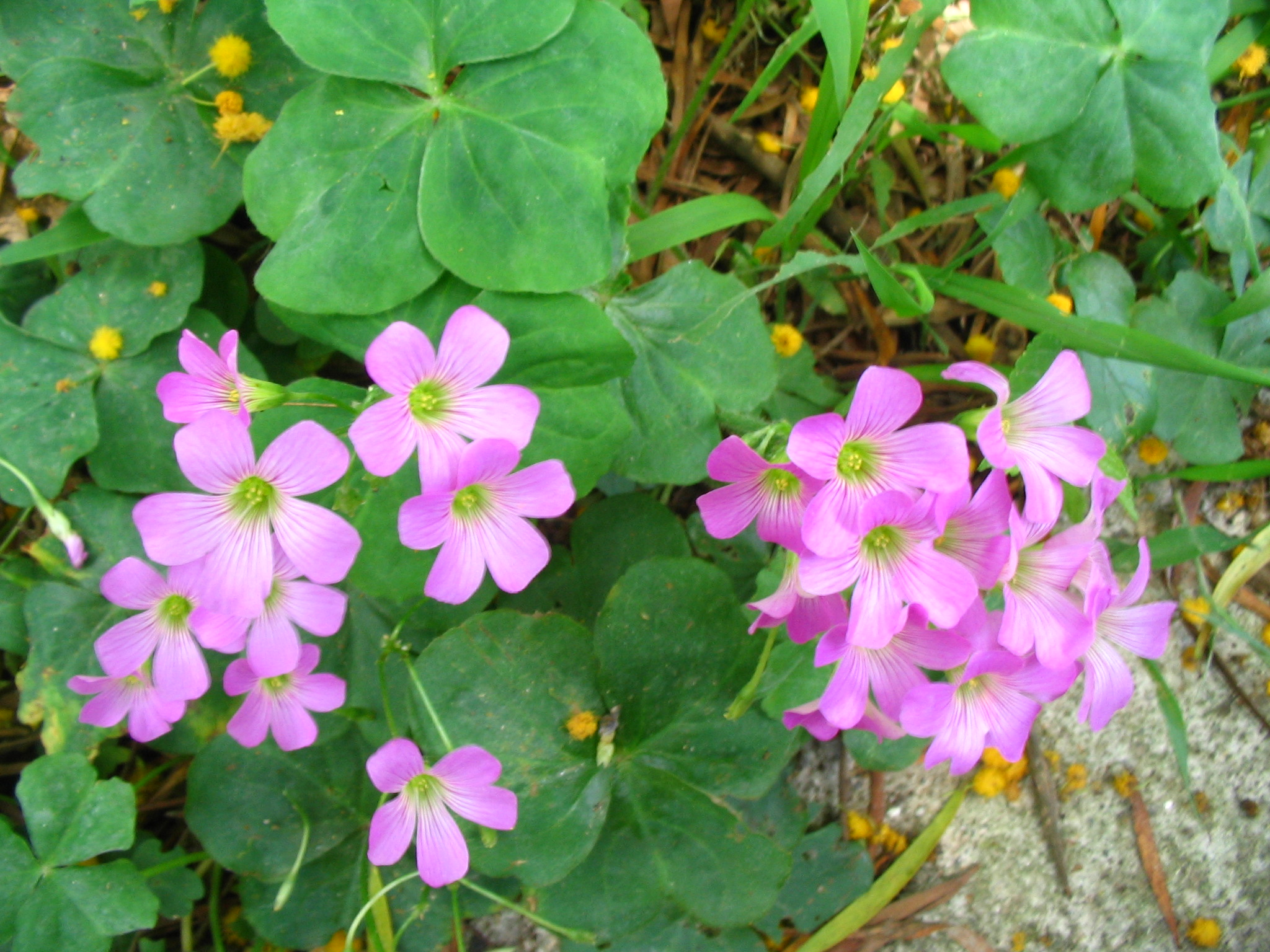
Oxalis debilis

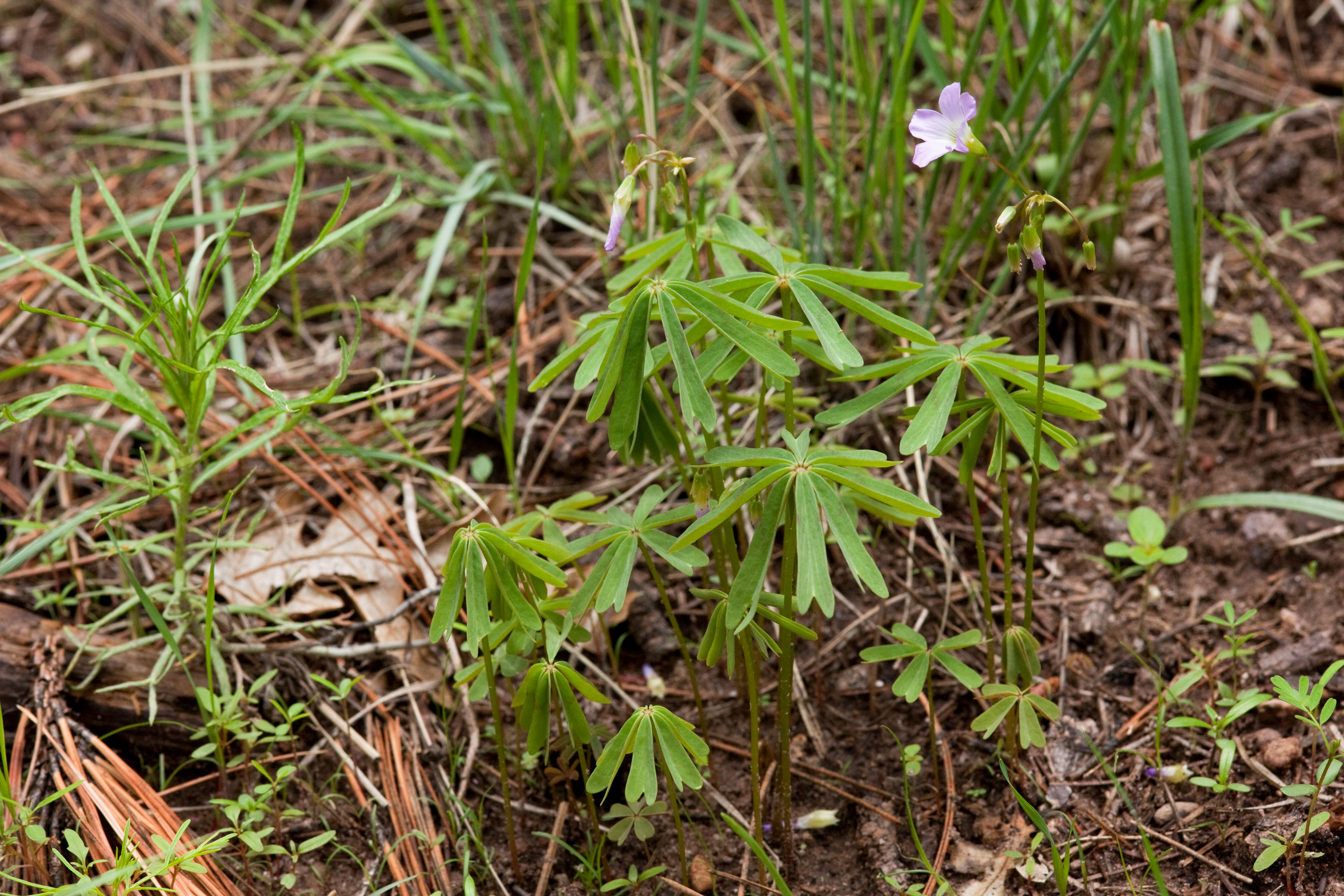
Zehnblättriger Sauerklee (Oxalis decaphylla)

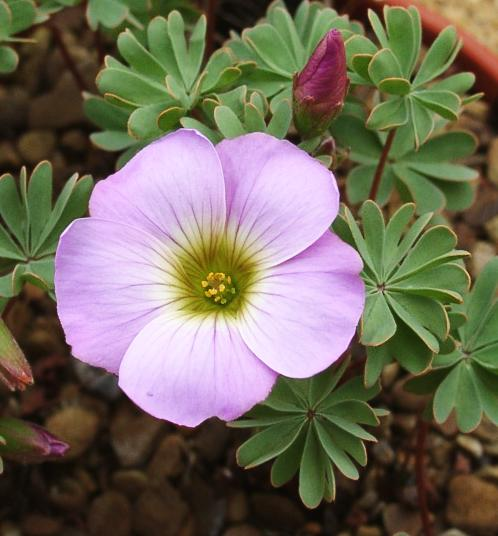
Blüte und Laubblätter von Oxalis enneaphylla

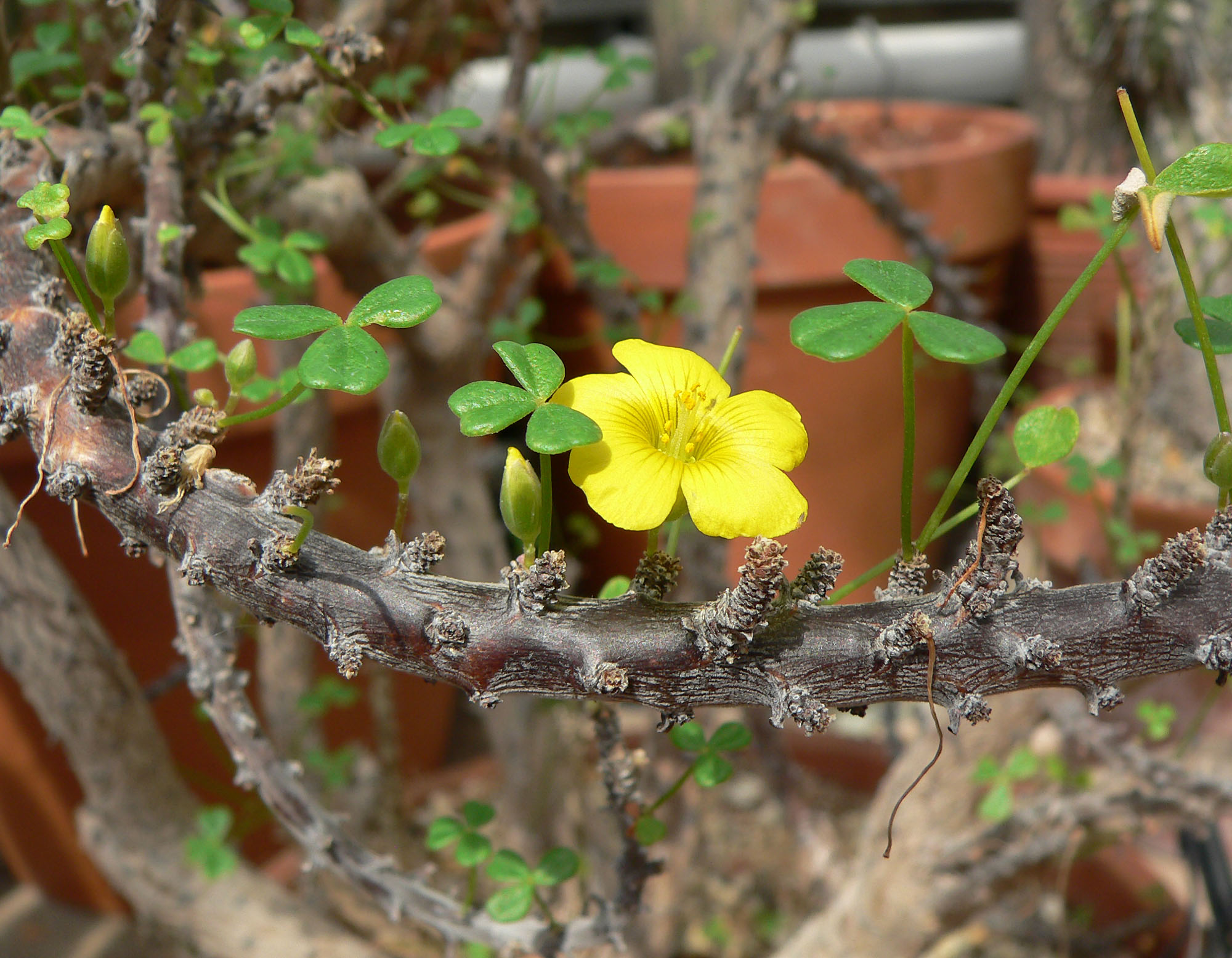
Oxalis gigantea, eine verholzende Art

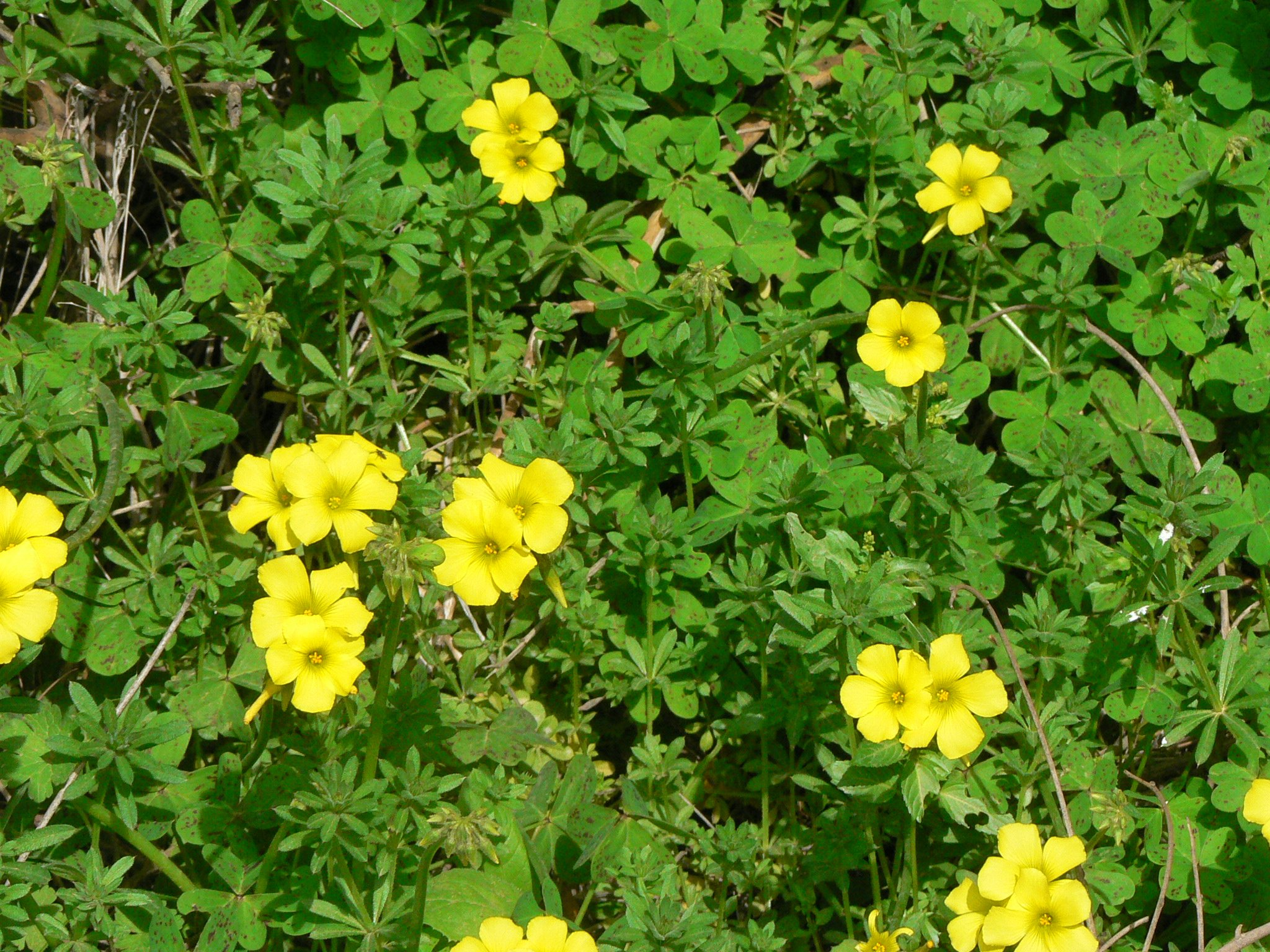
Nickender Sauerklee (Oxalis pes-caprae), Habitus

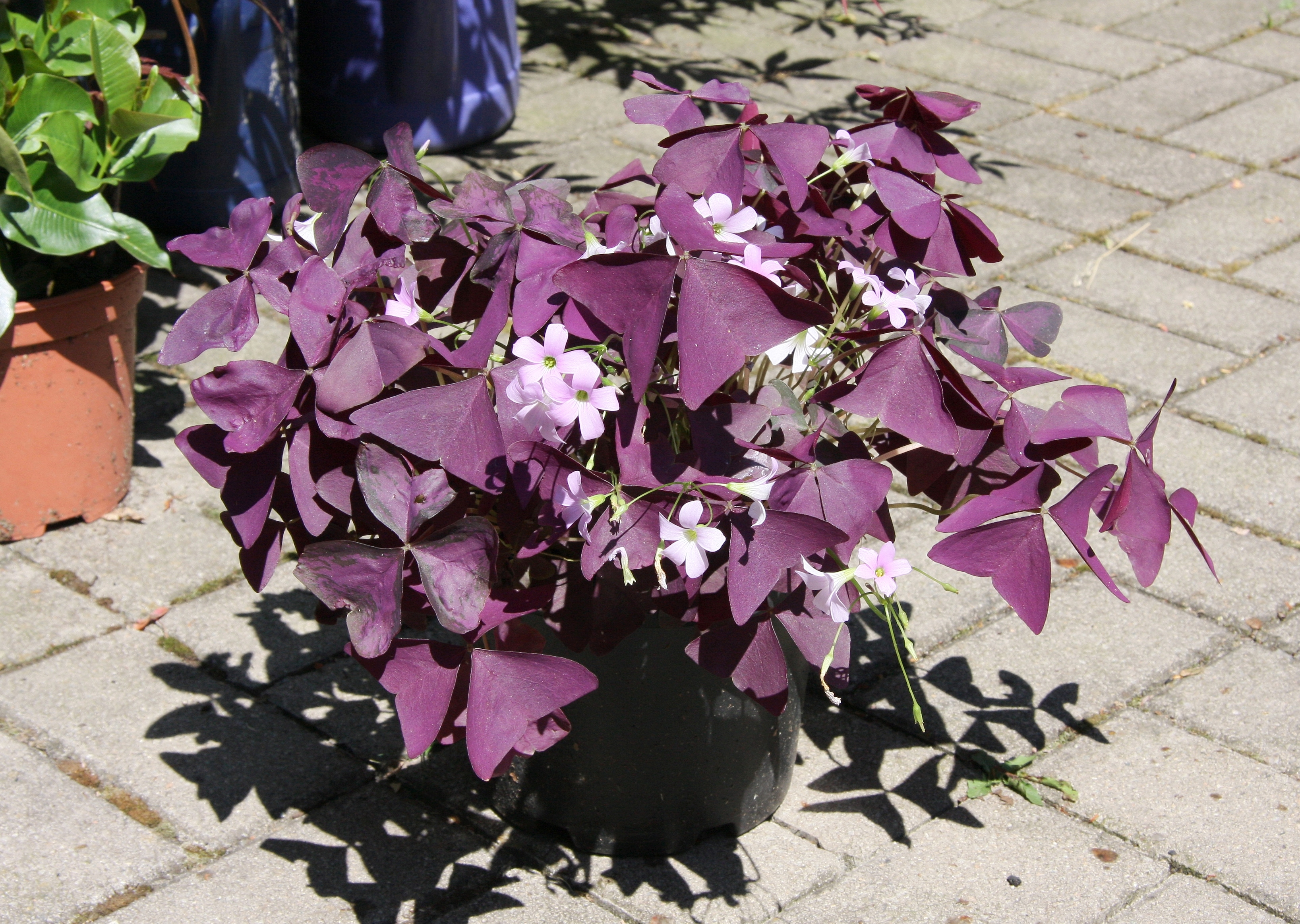
Oxalis triangularis

## Systematik und Verbreitung
Die Gattung Oxalis wurde 1753 durch Carl von Linné in Species Plantarum, Tomus II, Seite 433 aufgestellt. Als Lectotypus wurde 1907 durch Small in N. Amer. Fl. 25, S. 25 Oxalis acetosella L. festgelegt. Synonyme für Oxalis L. sind: Acetosella Kuntze, Bolboxalis Small, Hesperoxalis Small, Ionoxalis Small, Lotoxalis Small, Otoxalis Small, Oxys Mill., Pseudoxalis Rose, Xanthoxalis Small.
Der botanische Gattungsname Oxalis stammt von der antiken Bezeichnung des Sauerampfers (Rumex acetosa) „oxalis“, von griechisch oxaleios für säuerlich, wegen des säuerlichen Geschmacks der Blätter.
Das komplexe Einteilungssystem nach morphologischen Merkmalen durch Terence Macleane Salter 1944 mit etwa 37 Sektionen, muss als vorläufig betrachtet werden, da bei dessen Aufstellung nur ein geringer Teil der Arten berücksichtigt wurde. Eine umfassende Revision der Gattung Oxalis mittels DNA-Analysen steht noch aus, es liegen aber Phylogenien für südafrikanische und südamerikanische Oxalis-Artengruppen vor (siehe Weiterführende Literatur).

### Arten und ihre Verbreitung (Auswahl)
Das Zentrum der Artenvielfalt der mit etwa 700 bis 800 Arten sehr großen Gattung liegt in den Subtropen bis Tropen auf der Nord- und Südhalbkugel. Allein aus dem südlichen Afrika (Capensis) sind mehr als 200 Arten beschrieben worden. Auch in den gemäßigten Gebieten ist diese Gattung weit verbreitet. Sie fehlt aber ursprünglich in Australien und den Polargebieten.
Es gibt etwa 700–800 Oxalis-Arten (Auswahl):
- Wald-Sauerklee (Oxalis acetosella L., Syn.: Oxalis montana Raf.): Er ist in Mitteleuropa häufig in Wäldern zu finden. Seine Verbreitung reicht von Eurasien bis Nordamerika.
- Oxalis articulata Savigny, Heimat: Südamerika
- Oxalis attaquana T.M.Salter: Dieser seltene Endemit kommt nur in den Attakwas und Outeniqua Bergen in der südafrikanischen Provinz Westkap vor.[3]
- Oxalis barrelieri L.: Sie ist von Zentral- bis Südamerika und auf Inseln der Karibik beheimatet und ist in vielen anderen Ländern in Asien und Afrika ein Neophyt.[2]
- Oxalis blastorrhiza T.M.Salter: Dieser seltene Endemit kommt nur in Vanrhynsdorp in der südafrikanischen Provinz Westkap vor. Es sind nur wenige Fundorte bekannt und die Bestände gehen fortlaufend zurück.[3]
- Oxalis bowiei Aiton ex G.Don (Syn.: Oxalis bowieana G.Lodd. nom. nud., Oxalis bowiei Herb.): Sie kommt in den südafrikanischen Provinzen KwaZulu-Natal sowie Ostkap vor.[3]
- Oxalis bulbocastanum Phil.
- Oxalis cinerea Zucc. (Syn.: Oxalis lineata Gillies ex Hook. & Arn.): Die Heimat ist Argentinien und Chile.[2]
- Oxalis compacta Gillies ex Hook. & Arn. (Syn.: Oxalis platypila Gillies ex Hook. & R.Hedw.): Die Heimat ist Argentinien.[2]
- Oxalis compressa Thunb.: Die zwei Varietäten kommen nur in der südafrikanischen Provinz Westkap vor.[3] In Australien ist sie ein Neophyt.[2]
- Horn-Sauerklee (Oxalis corniculata L.): Seine Heimat ist unbekannt, er ist ein in Europa und weit darüber hinaus eingebürgerter Neophyt.[2]
- Brasilianischer Sauerklee[4] (Oxalis debilis Kunth): Es gibt zwei Varietäten:
  - Oxalis debilis var. corymbosa (DC.) Lourteig (Syn.: Oxalis corymbosa DC.), Heimat: Brasilien und Argentinien
  - Oxalis debilis var. debilis: Die Heimat ist Südamerika.[2]
- Zehnblättriger Sauerklee[4] (Oxalis decaphylla Kunth)
- Dillenius’ Sauerklee (Oxalis dillenii Jacq.): Es stammt ursprünglich aus Nordamerika und ist in vielen Gebieten der Erde, so auch in Deutschland ein Neophyt.
- Oxalis enneaphylla Cav.: Er kommt auf den Falklandinseln und im südlichen Chile vor und wird manchmal als Zierpflanze verwendet.
- Oxalis fruticosa Raddi (Syn.: Oxalis bupleurifolia A. St.-Hil.)
- Oxalis gagneorum Fosberg & Sachet: Er ist ein Endemit der Marquesas-Inseln.
- Oxalis gigantea Barnéoud bildet in Chile bis 5 m hohe, sukkulente Sträucher.
- Oxalis glabra Thunb., Heimat: Südafrika
- Oxalis griffithii Edgew. & Hook.f. (Syn.: Oxalis japonica Franch. & Sav.)
- Oxalis incarnata L.: Die Heimat ist das südliche Afrika, in Europa, Nordamerika, Australien und Neuseeland ist sie ein Neophyt.[2]
- Oxalis jacquiniana Kunth (Syn.: Oxalis grahamiana Benth.)
- Breitblättriger Sauerklee[4] (Oxalis latifolia Kunth, Syn.: Ionoxalis vallicola Rose, Oxalis vallicola (Rose) R.Knuth, Oxalis atroglandulosa R. Knuth, Oxalis stipulata Rose ex R.Knuth): Heimat: Mittel- und Südamerika, ist in Europa gebietsweise ein Neophyt.[2]
- Oxalis laxa Hook. & Arn.: Die Heimat ist Peru, Chile und Argentinien.[2]
- Oxalis lotoides Kunth: Die Heimat ist Kolumbien, Bolivien, Ecuador und Peru.[2]
- Oxalis magnifica (Rose) R.Knuth: Die Heimat ist Mexiko.
- Oxalis megalorrhiza Jacq., aus Südamerika, bildet lange, sukkulente Rhizome. In Sukkulentensammlungen (meist unter dem ungültigen Namen Oxalis carnosa Lindl.) wird er allerdings bald zum lästigen „Unkraut“. Die Heimat ist Ecuador, Peru und Chile.[2]
- Oxalis melilotoides Zucc.: Die Heimat ist Kolumbien, Ecuador und Peru.[2]
- Oxalis micrantha Bertero ex Savi: Die Heimat ist Ecuador, Peru, Argentinien und Chile.[2]
- Oxalis oregana Nutt. ex Torr. & A.Gray, Heimat: Nordwesten Nordamerikas
- Oxalis ortgiesii Regel, kommt in den peruanischen Anden vor.
- Nickender Sauerklee (Oxalis pes-caprae L., Syn.: Oxalis cernua Thunb.), auch Bermuda-Sauerklee oder Ziegenfuß-Sauerklee genannt, stammt ursprünglich aus Südafrika und ist in weiten Teilen des Mittelmeerraumes und in Mittelamerika eingebürgert.
- Oxalis punctata Thunb.
- Oxalis purpurea L., Heimat: Südafrika, ist in Südwesteuropa ein eingebürgerter Neophyt.
- Oxalis rosea Feuillée ex Jacq., Heimat: Chile
- Oxalis simplicifolia Lorence & W.L.Wagner: Dieser Endemit kommt nur auf den Marquesas-Inseln vor.
- Oxalis semiloba Sond.
- Oxalis serpens A. St.-Hil.: Die Heimat ist Brasilien.[2]
- Aufrechter Sauerklee (Oxalis stricta L., Syn.: Oxalis europaea Jord. und Oxalis fontana Bunge), auch Europäischer Sauerklee genannt. Seine Heimat ist Nordamerika und Asien, er ist in vielen Ländern wie auch in Europa ein Neophyt.[2]
- Glücksklee (Oxalis tetraphylla Cav.) stammt aus Mexiko, wird als Glücksklee kultiviert. Er ist in Frankreich, in Österreich, auf der Balkanhalbinsel und in Panama stellenweise ein Neophyt.[2]
- Oxalis tortuosa Lindl. (Syn.: Oxalis maritima Barnéoud): Die Heimat ist Chile.[2]
- Dreieckiger Glücksklee (Oxalis triangularis A.St.-Hil.): Er wird als Zierpflanze verwendet. Die Heimat ist Brasilien, Bolivien, Argentinien und Paraguay.[2]
- Knolliger Sauerklee (Oxalis tuberosa Molina, Syn.: Oxalis crenata Jacq.) ist eine aus den Anden stammende, sukkulente Art, deren Knollen als Gemüse gegessen werden.
- Oxalis valdiviensis Barnéoud ex Gay, Heimat: Chile und Argentinien. In Frankreich ist sie ein Neophyt.[2]
- Oxalis violacea L. (Syn.: Sassia tinctoria Molina): Die Heimat sind die Vereinigten Staaten.[2]
- Oxalis virgosa Molina: Die Heimat ist Chile.[2]

## Bilder

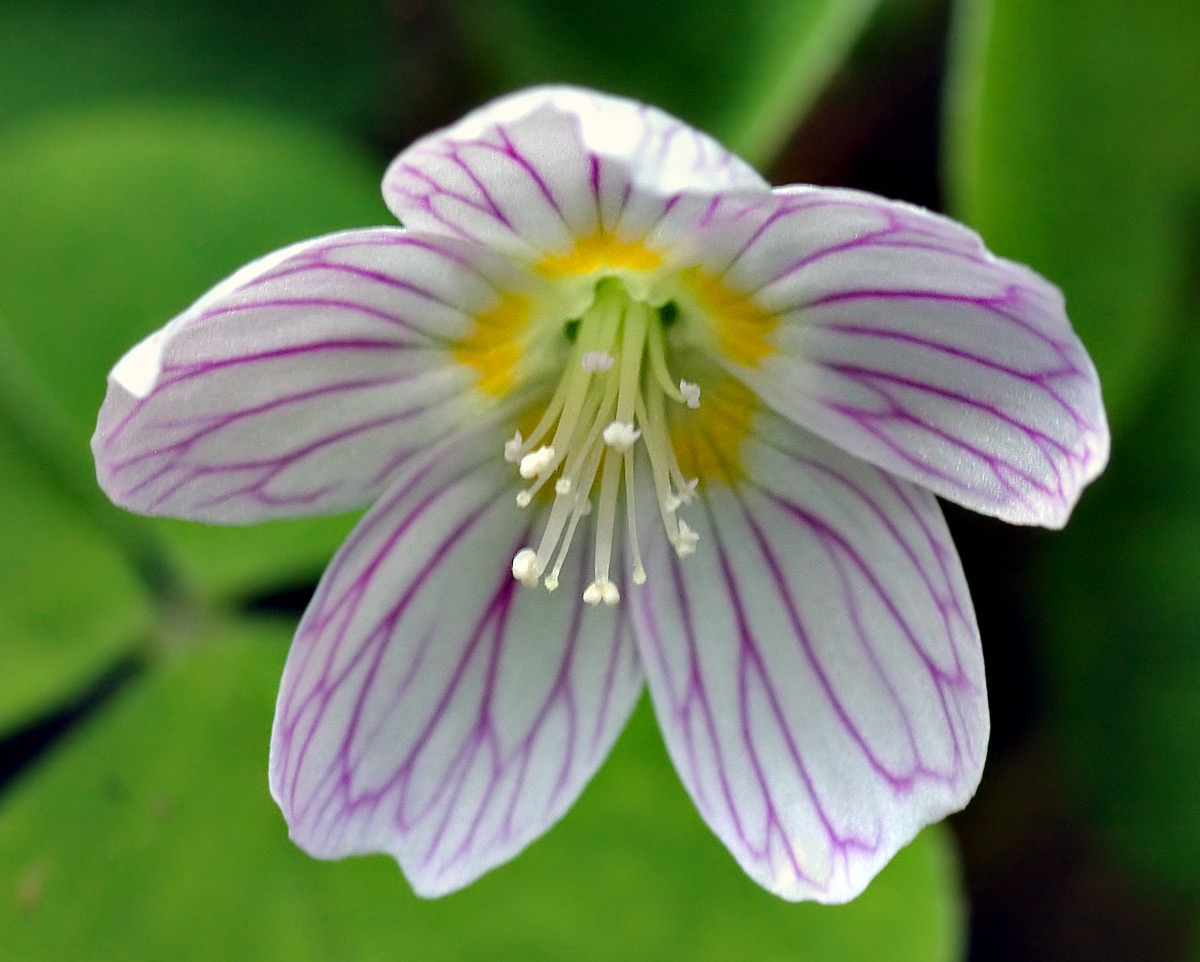
Blüte des Wald-Sauerklee (Oxalis acetosella)
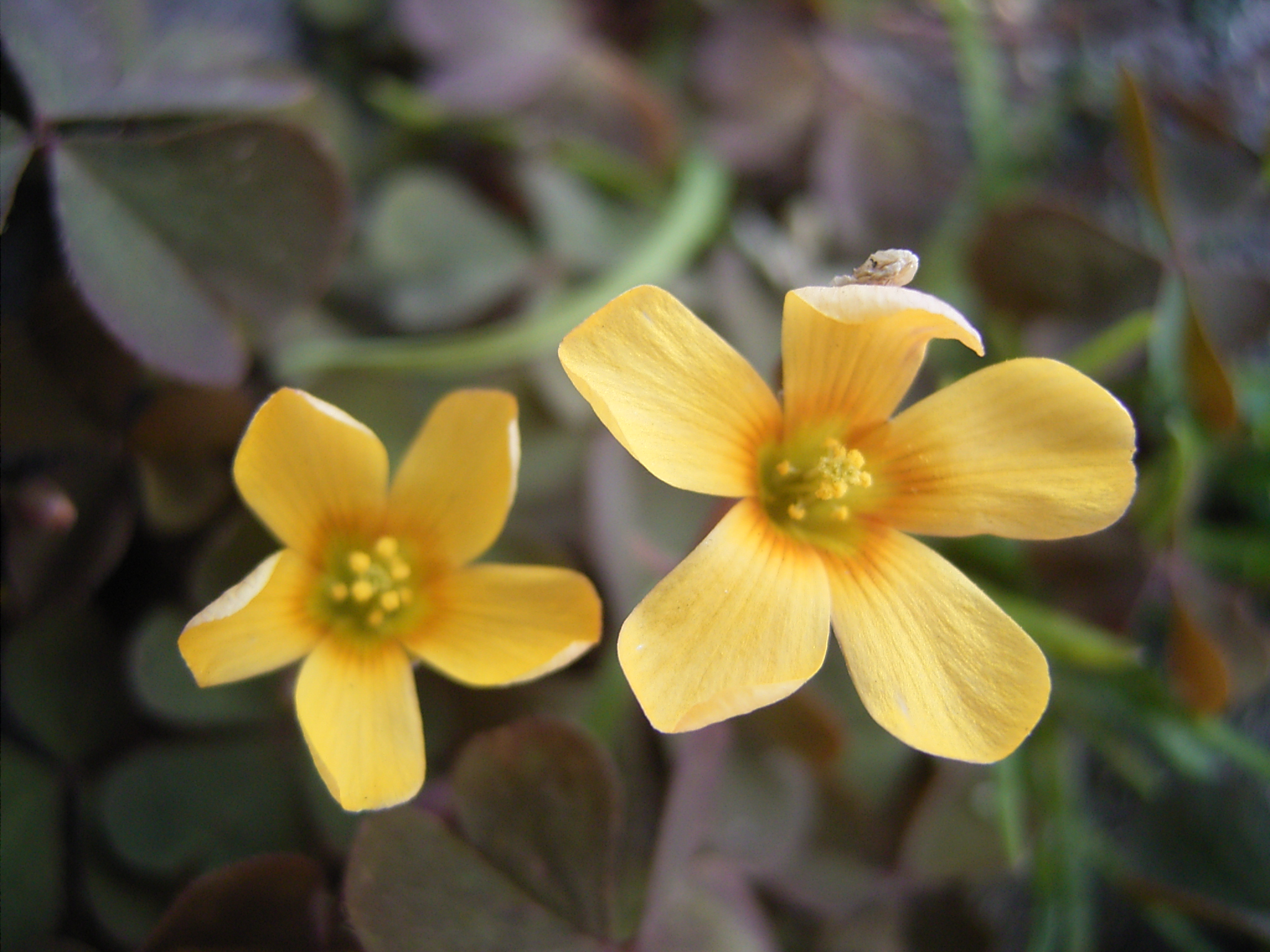
Blüten des Horn-Sauerklee (Oxalis corniculata)
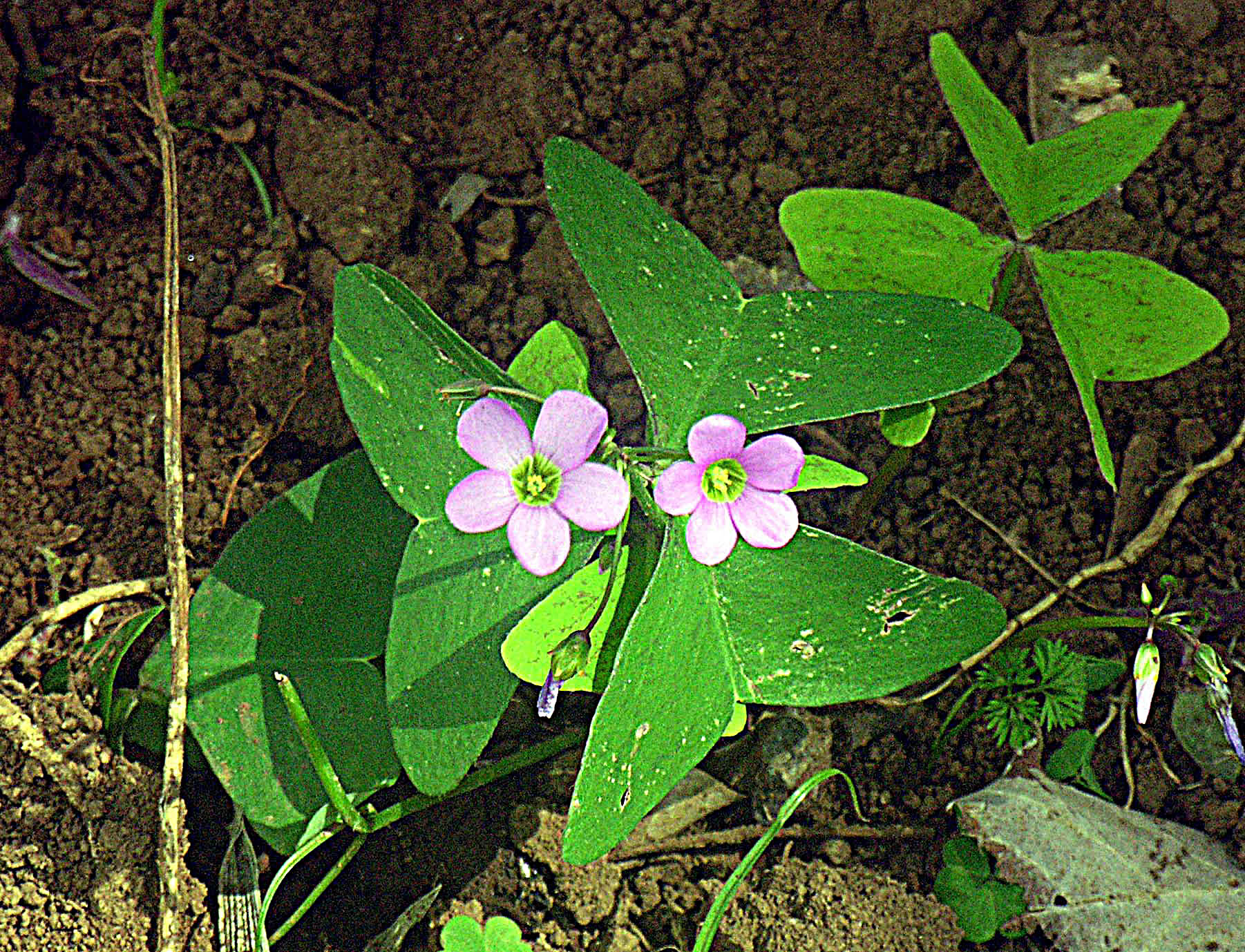
Oxalis latifolia
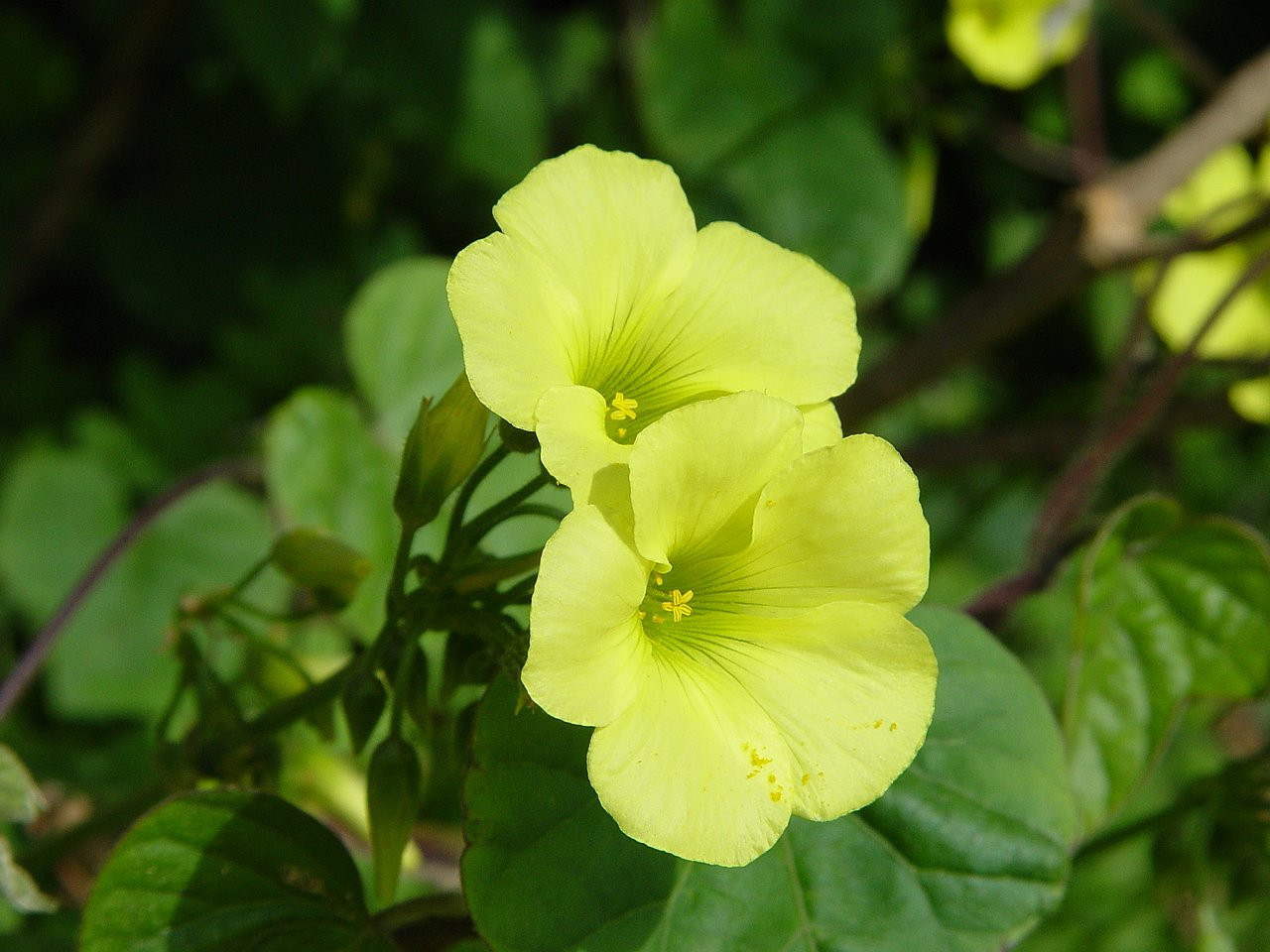
Blüten des Nickenden Sauerklee (Oxalis pes-caprae)
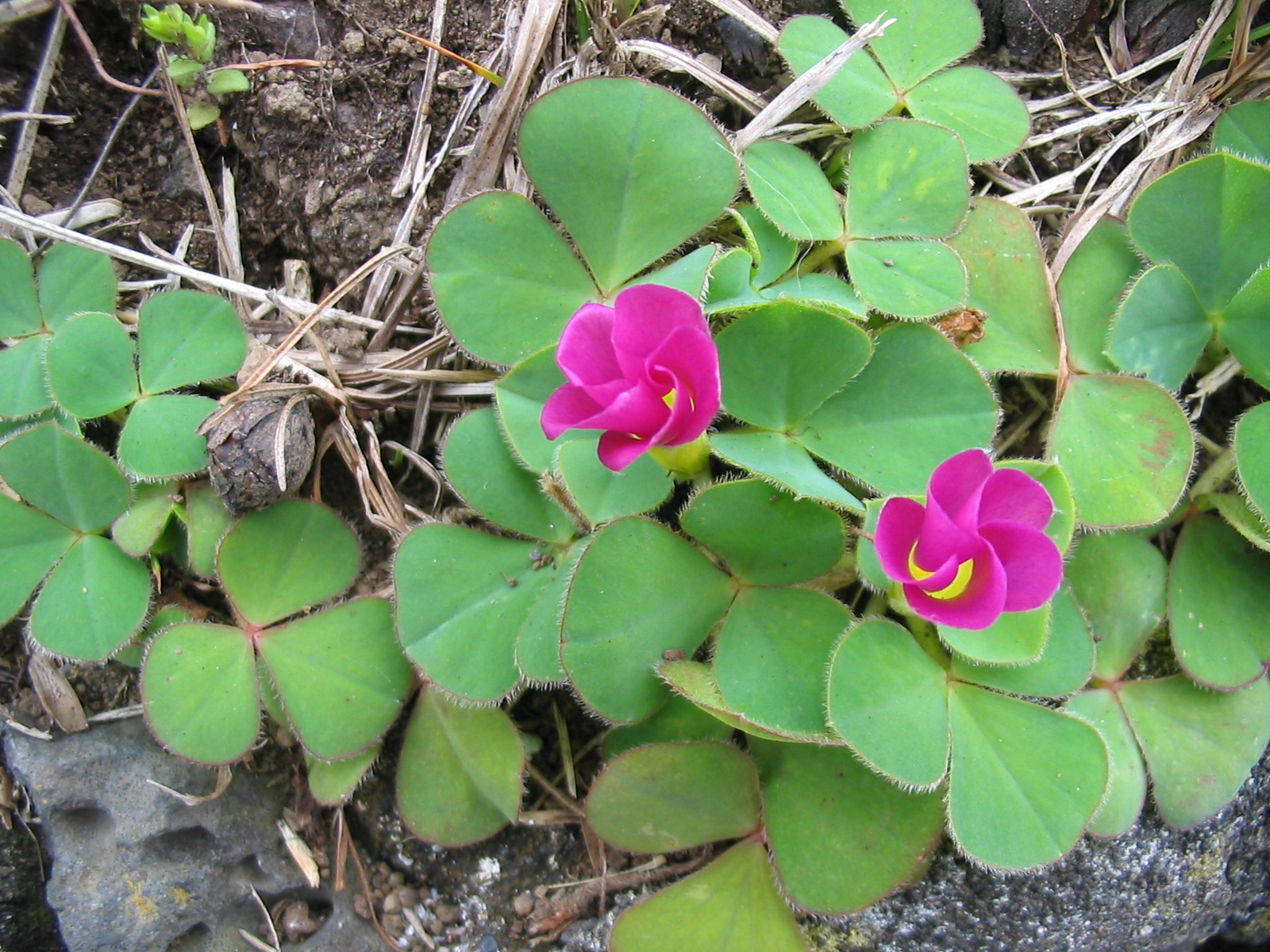
Oxalis purpurea
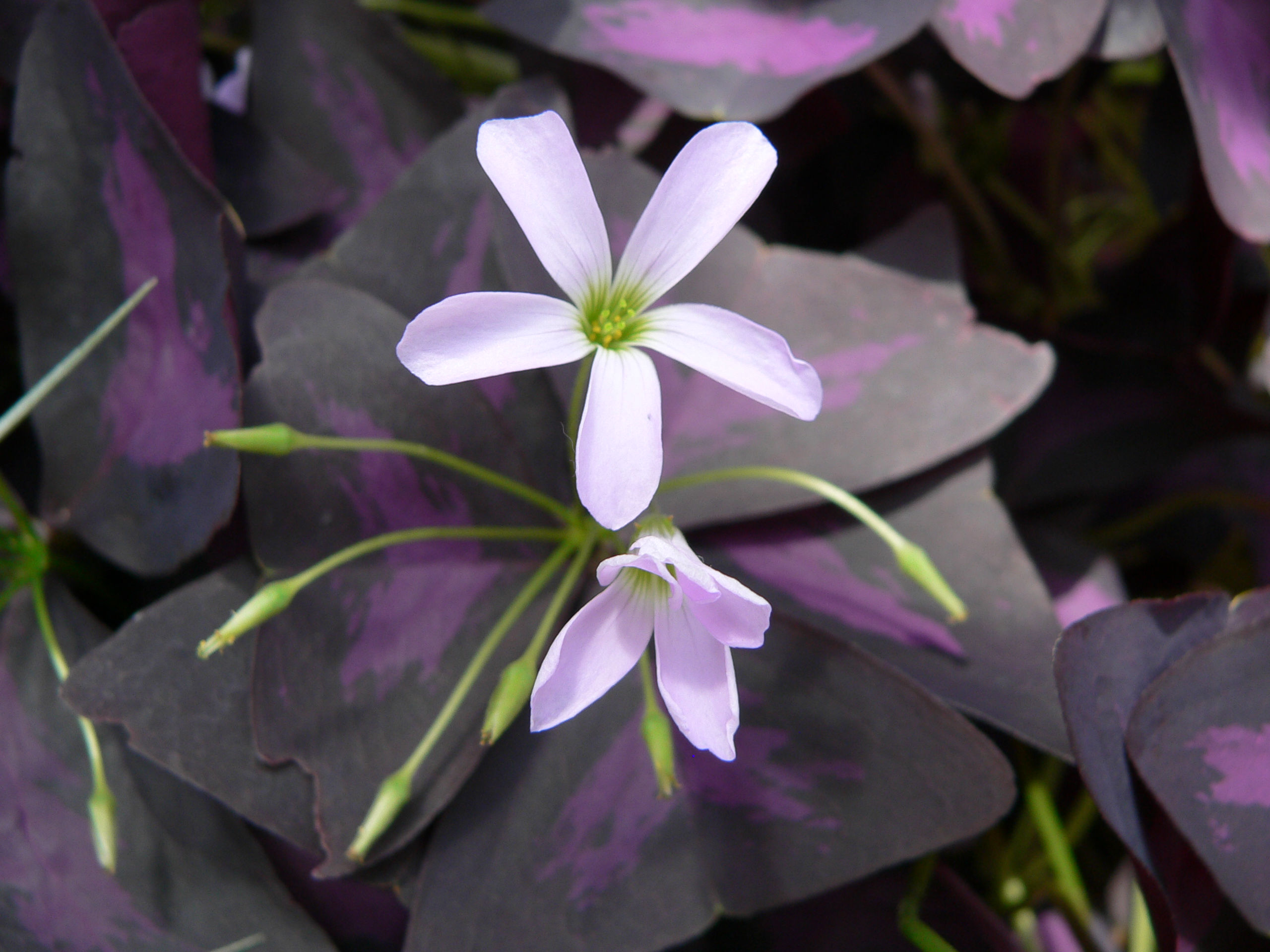
Blütenstand von oben von Oxalis regnellii
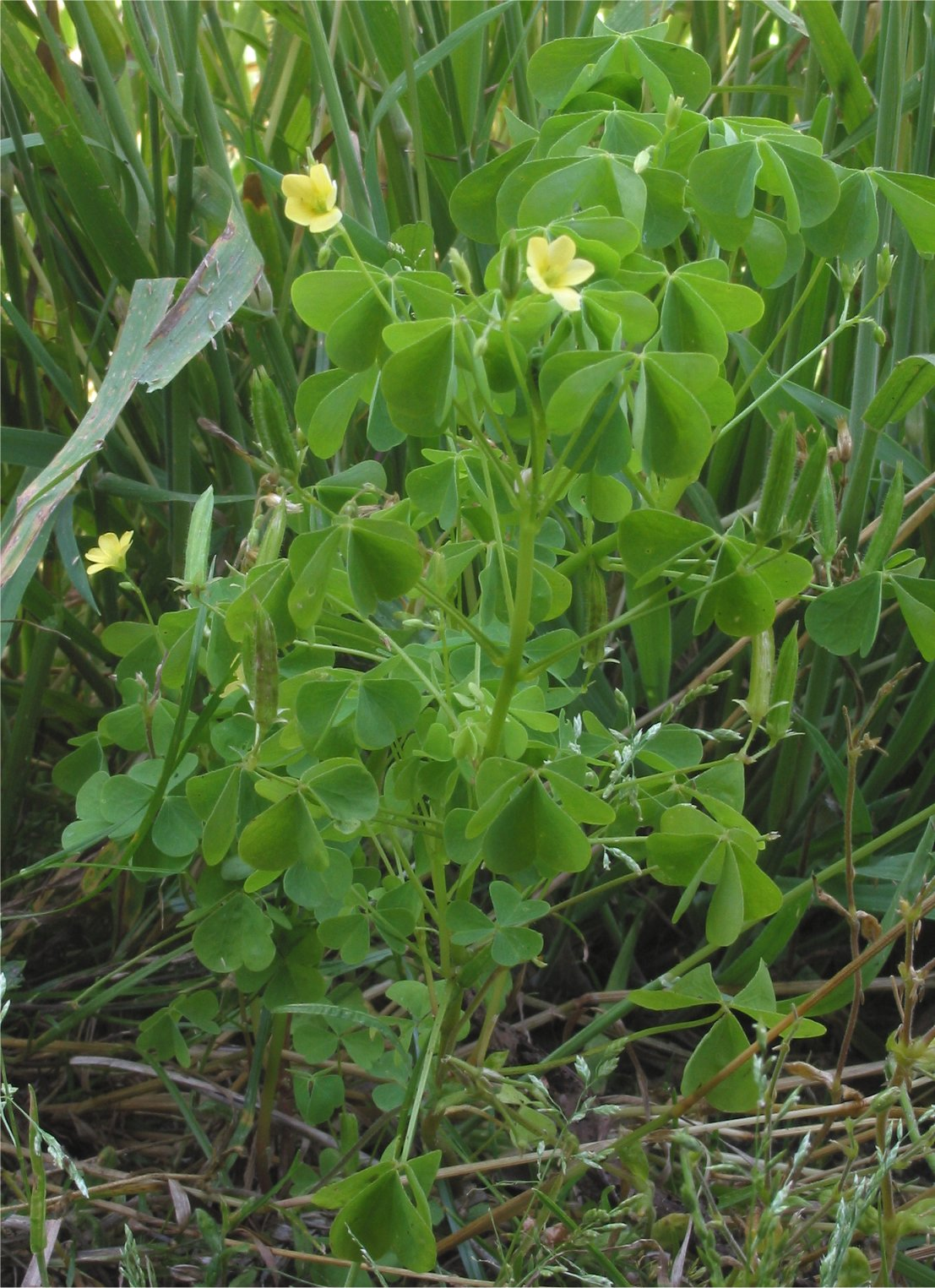
Aufrechter Sauerklee (Oxalis stricta)
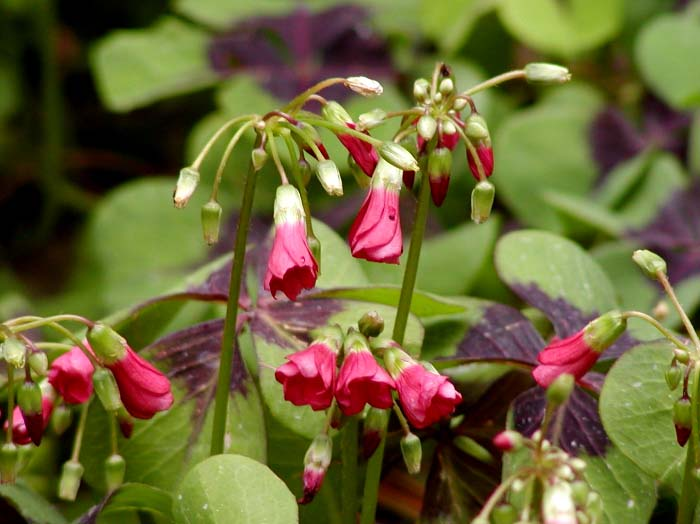
Blütenstand des Glücksklees (Oxalis tetraphylla)
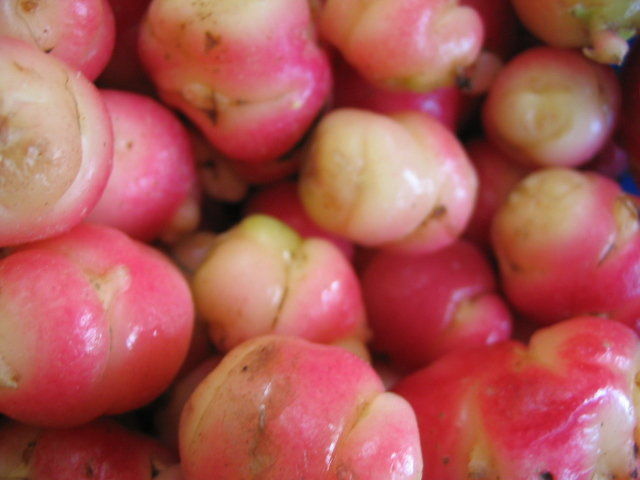
Knolliger Sauerklee (Oxalis tuberosa), rohe rote Oca
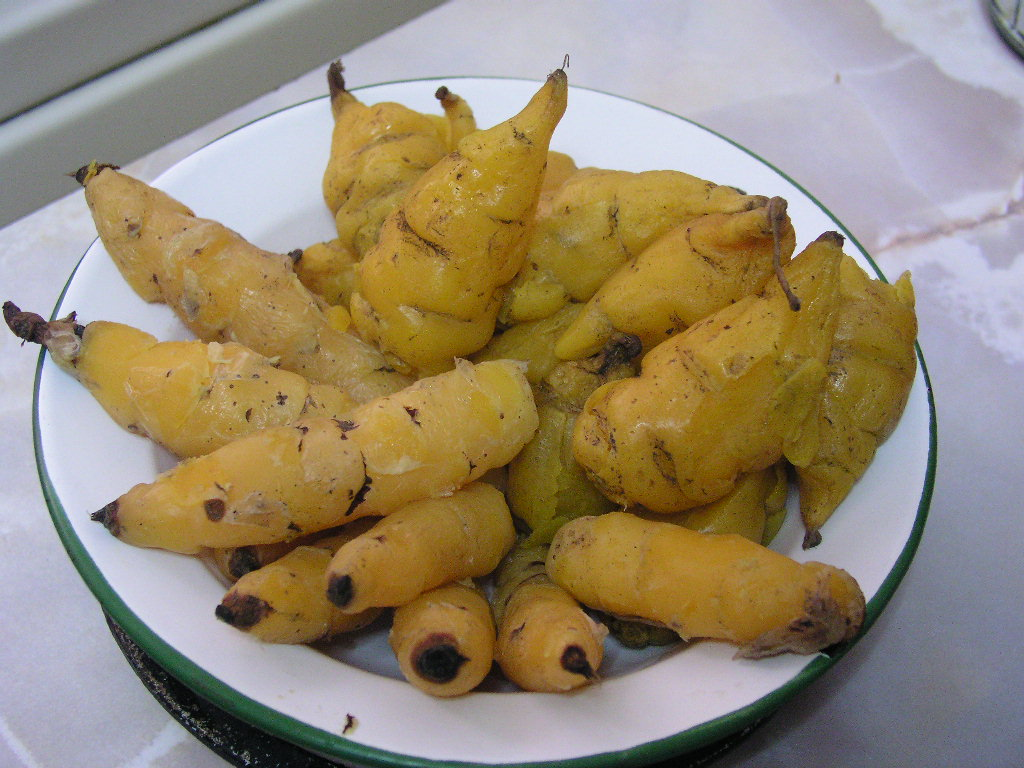
Knolliger Sauerklee (Oxalis tuberosa), gekochte gelbe Oca

## Weiterführende Literatur
- Karl Reiche: Zur Kenntnis der chilenischen Arten der Gattung Oxalis. In: Botanische Jahrbücher fur Systematik, Pflanzengeschichte und Pflanzengeographie Band 18, 1894, S. 259–305 eingescannt bei biodiversitylibrary.org.
- Terence Macleane Salter: The genus Oxalis in South Africa. A taxonomic revision. In: J. South Afr. Bot. Suppl. Band 1, 1944, S. 355 f.
- Christoph Heibl, Susanne S. Renner: Distribution models and a dated phylogeny for Chilean Oxalis species reveal occupation of new habitats by different lineages, not rapid adaptive radiation. In: Systematic Biology., Volume 61, Issue 5, 2012, S. 823–834. doi:10.1093/sysbio/sys034
- Kenneth C. Oberlander, Eve Emshwiller, D. U. Bellstedt, L. L. Dreyer: A model of bulb evolution in the eudicot genus Oxalis (Oxalidaceae). In: Molecular Phylogenetics and Evolution, Volume 51, Issue 1, 2009, S. 54–63. doi:10.1016/j.ympev.2008.11.022
- G. E. Marks: Chromosome numbers in the genus Oxalis. In: New Phytologist. Band 55, Nr. 1, 1956, S. 120–129.
- Stephen G. Weller, Melinda F. Denton: Cytogeographic Evidence for the Evolution of Distyly from Tristyly in the North American Species of Oxalis Section Ionoxalis. In: American Journal of Botany. Band 63, Nr. 1, 1976, S. 120–125.
- Marina Welham: Oxalis (Wood Sorrel). In: The Amateur's Digest. Band 9, Nr. 2, 1997, S. 29–30.
- Daniel de Azkue: Chromosome diversity of South African Oxalis (Oxalidaceae). In: Botanical Journal of the Linnean Society, Volume 132, Issue 2, 2000, S. 143–152. doi:10.1111/j.1095-8339.2000.tb01210.x